# John Gorman (Mediziner)
John G. Gorman (* 1931) ist ein australisch-US-amerikanischer Mediziner, bekannt für die Entwicklung einer Impfung gegen Rhesusfaktor-Unverträglichkeit bei schwangeren Frauen mit William Pollack und Vincent J. Freda.
Gorman studierte an der University of Melbourne Medical School mit dem Abschluss 1953 und absolvierte die Facharztausbildung (Residency) in Anatomie und klinischer Pathologie am Columbia Presbyterian Medical Center in New York (Abschluss 1960).
Gorman war Anfang der 1960er Jahre Direktor der Blutbank des Columbia Presbyterian Medical Center. Dort entwickelte er ab Anfang der 1960er Jahre mit dem Kliniker Vincent J. Freda und William Pollack den Rhesusfaktor-Impfstoff, der als Rho-GAM bekannt war. 1980 erhielten sie dafür mit Ronald Finn, Cyril A. Clarke (die unabhängig in Großbritannien an der Entwicklung arbeiteten) den Lasker~DeBakey Clinical Medical Research Award. Von Gorman stammen dabei einige wesentliche Ideen. So überzeugte er Freda, dass wegen der Gefahr der Ansteckung durch Hepatitis keine Antikörper aus Blutserum zur Anwendung kommen sollten, sondern reine Antikörper, die dann Pollack zur Verfügung stellte. Auch die Idee des Prinzips der Impfung durch Antikörper fand er durch Literaturrecherche (es gab in Theobald Smith 1909 einen Vorläufer).
1981 bis 1999 war er Direktor der Blutbank des New York University Medical Center.
Er war später im Aufsichtsrat von Mediware Information Systems.